# Cafetera de émbolo

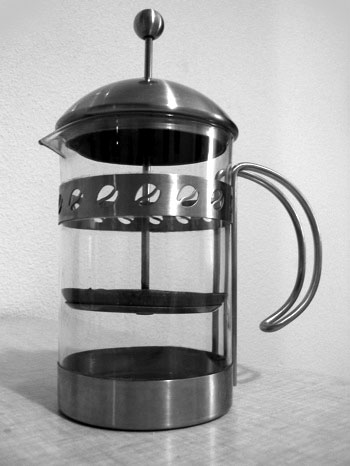
Cafetera de émbolo.

La cafetera de émbolo, cafetera de pistón, cafetera francesa o prensa francesa es un dispositivo simple para elaborar café o té y suele proporcionar café más fuerte que el de otras cafeteras. Inventado en Francia en la década de 1850, la versión más antigua conocida fue patentada en 1852 por Jacques-Victor Delforge y Henri Mayer.

## Historia
Los primeros indicios de la existencia de ésta cafetera se remontan a los años 1850 en Francia. Durante buena parte del siglo XX, numerosos diseñadores italianos, franceses irían añadiendo mejoras al invento , tales como Ugo Paolini (1923), Marcel-Pierre Paquet, conocido como Jolbert (1924), Attilio Calimani (1928), Giulio Moneta (1929) y el suizo Faliero Bondanini (1958).

## Descripción y funcionamiento
La prensa francesa tiene una forma exterior muy similar a la de un pistón o émbolo que se desliza sobre una superficie cilíndrica de vidrio o plástico, suele tener un asa para que pueda verterse el contenido de su interior a una taza cuando se considere listo. El émbolo tiene una especie de filtro de nailon, goma o aluminio capaz de dejar pasar sólo el agua y no los posos (o restos) de café.
El funcionamiento de este tipo de cafetera es muy sencillo: se deposita en el fondo agua muy caliente junto con la mezcla molida de café (10 gramos de café molido por cada 180 ml de agua) y se deja reposar unos minutos (lo ideal es que el agua alcance los 93° celsius, temperatura ideal para la extracción del café). El sabor del brebaje es agrio si la extracción es bajo dichas temperaturas (dado que las primeras substancias en disolverse son los ácidos del grano de café) y amargo si es sobre dichas temperaturas. El tiempo de reposo es de 4 minutos, pero dependiendo del café y de los gustos puede ir entre 5 y diez minutos aproximadamente (el sabor del brebaje es más amargo cuanto más tiempo se deje reposar; dado que los granos se disuelven más y más cada minuto). En este proceso inicial se ha dejado el pistón ubicado en la parte superior, la mezcla de agua y café se encuentra en el recinto A de la figura.
Tras haber pasado unos instantes se aprieta el pistón y el émbolo baja separando el agua con la disolución de café en la parte superior C y dejando los posos (o restos) del café en la parte inferior B.